# Arakain
Arakain je česká metalová kapela, která byla založena v roce 1982 z bývalých členů kapely Apad, jejímž zpěvákem byl Aleš Brichta. Ten se stal frontmanem kapely Arakain a byl jím až do roku 2002. Po jeho odchodu z kapely jej nahradil Petr Kolář a nakonec od roku 2005 pak Jan Toužimský. Složení ostatních členů kapely se měnilo tak, že od roku 1982 zůstal jen kytarista Jiří Urban. Zakládajícími členy souboru byli zpěvák Aleš Brichta, kytarista Jiří Urban a bubeník Miroslav Nedvěd.

## Začátky

### 1982–1984
Vznik Arakainu se datuje na jaro 1982, kdy z kapely Apad odcházejí budoucí frontman Arakainu Aleš Brichta a s ním i čerstvý kytarista Jiří Urban a bubeník Miroslav Nedvěd. K nim se později přidal zkušený kytarista Rudolf Rožďalovský a baskytarista Olda Maršík. Všichni členové Arakainu byli ze začátku ovlivněni kapelami jako Iron Maiden, Judas Priest, Saxon a dalšími příslušníky Nové vlny britského heavy metalu (NWOBHM). Svůj první koncert odehráli v Kulturním domě Cíl v Praze 10. Poté následovala další vystoupení, zejména na tanečních zábavách.

### 1984–1988
V roce 1984 dochází k změně na postu sólového kytaristy a baskytaristy, na tyto pozice přicházejí Miloň Šterner a Václav Ježek. Arakain začíná mírně táhnout víc ke kapelám jako Venom nebo Slayer, velice známé je jejich koncertní provedení Countess Bathory. V roce 1985 přichází na místo kytaristy Marek Podskalský. Jako host se skupinou v těchto dvou letech zpívá Lucie Bílá. Nedvěda v roce 1986 u bicích nahrazuje Karel Jenčík, u baskytary se během několika měsíců vystřídal Zdeněk Kub a následně Miroslav Mach střídá Marka Podskalského.
Skupina poprvé nahrává; ve studiu Československého rozhlasu jsou natočeny čtyři nahrávky. V roce 1987 Arakain poprvé vyprodal velký sál Lucerny a zároveň mu v nakladatelství Panton vyšla v březnu 1988 první SP. Dne 31. ledna 1988 oslavila kapela páté výročí v Lucerně. Vystoupili všichni původní členové a pár spřízněných kapel (Sapon, Vilda Čok atd.) Výroční koncert se opozdil o tři čtvrtě roku z důvodu, že Lucerna neměla volné termíny. Na jaře téhož roku k bicím přišel Robert Vondrovic, který byl techničtější než Karel Jenčík, a dal hodně novému stylu thrash metal.

## Profesionální dráha

### 1988–1989
Na jaře roku 1989 se skupina profesionalizovala, vyšlo jí druhé SP a vystupovala na rockových festivalech v SSSR, Československu a v Polsku. V témže roce nahradil na kytaru Miroslava Macha Daniel Krob. Kapela natočila první oficiální videoklipy – Amadeus a Thrash the Trash.
Ke konci roku 1989 odešel od bicích Vondrovic a usedl za ně Štěpán Smetáček, v témže období se do kapely vrátil Miroslav Mach po odchodu Daniela Kroba do kapely Kreyson.

### 1990–1995
Začátkem roku 1990 vychází třetí SP a následně vychází debutové album Thrash The Trash (124 tis. prodaných nosičů). K albu jsou natočeny dva videoklipy – Šakal a Šeherezád. Další LP následuje v roce 1991 a má název Schizofrenie. Byly natočeny dva videoklipy – Gilotina a Kamennej anděl. Smetáčka u bicích střídá Marek Žežulka.
V roce 1992 Arakain pořádá k 10. výročí koncert v Lucerně a ten samý rok vydává dvě desky: History Live a Black Jack. V roce 1993 následuje album Salto Mortale. Roku 1994 vychází remasterovaná anglická verze alba Thrash The Trash, CD Thrash!. Následujícího roku skupina natáčí album Legendy – album coververzí s hity limitovanými rokem vzniku 1980, za které získává Zlatou desku (více než 30 000 kusů). Následně přichází podpis smlouvy s vydavatelstvím Popron music a velmi úspěšné turné po České republice i Slovensku, včetně několika velkých festivalů, kde je kapela jednoznačným headlinerem.

### 1996–1999
Roku 1996 Arakain vydává desku S.O.S.. Rok 1997 je ve znamení oslav 15. výročí kapely. Vychází 2 kompilační alba: 15 Vol. 1 a 15 Vol. 2. V roce 1998 vychází jedna z nejceněnějších desek Apage Satanas. Následně na to vychází již 10. album skupiny – Farao.

### 2000–2005
Na jaře roku 2000 vychází živé 2CD Gambrinus Live.
V březnu 2002 se Aleš a zbytek Arakainu rozhodli, že se jejich cesty rozejdou. 15. května 2002 byl v Lucerně uspořádán megakoncert ke 20 letům skupiny – 20 let natvrdo, zároveň šlo o poslední koncert ve staré sestavě, i když se během koncertu členové snažili, aby to tak nevyznělo. Po krátké době Arakain angažoval vytipovaného výjimečného zpěváka Petra Koláře, který pomohl přesvědčit fanoušky, že se kapela nemusí bát o svou budoucnost.
Roku 2005 v dobrém odchází Petr Kolář na sólovou dráhu – na jeho místo nastupuje Jan Toužimský – alternace Petra Koláře a Kamila Střihavky v muzikálu Excalibur. Při této příležitosti odchází i Marek Žežulka z postu bubeníka a pokračuje pouze v kapele Divokej Bill.

### 2005–2010
Konkurz na místo bubeníka není ještě uzavřen. Proto kapela požádala o spolupráci bubeníka kapely Čechomor Romana Lomtadze. Album Warning! získává na podzim téhož roku Zlatou desku – čtvrtou Zlatou deskou Arakainu. Z konkurzu na bubenickou stoličku vychází jednoznačně vítězně Lukáš "Doxa" Doksanský.
Kapela začíná připravovat nové album Restart, které vychází na jaře 2009. K tomuto albu jede kapela opět turné po českých a slovenských městech. Téměř po roce prodeje získává Restart pro Arakain další titul Zlatá deska – již pátá v řadě, který pokřtili v pražském Retro Music Hall při jarním tour 2010. Na konci tohoto roku začíná kapela nahrávat již patnácté řadové album Homo Sapiens..?.

### 2011–dodnes
Deska Homo Sapiens..? vyšla 1. března 2011. Kapela k tomuto albu jela nejdelší turné v jejich historii, které bylo dlouhé téměř 3 měsíce a čítalo bezmála 30 zastávek v České republice a na Slovensku. Roku 2012 oslavil Arakain 30 let své nepřetržité existence. K této příležitosti jel vzpomínkové XXX Best of Tour 2012 společně s Lucií Bílou, která stála v letech 1984–1987 spolu s Alešem Brichtou za mikrofonem. Ze zkoušek na toto turné vzniklo DVD Arakain & Lucie Bílá – XXX Music City / Open Air. Dne 26. října 2012 proběhl v Praze finální koncert, ze kterého vzniklo na jaře roku 2013 DVD Arakain, Lucie Bílá, Petr Kolář – XXX – Praha PVA Expo. Paralelně s tímto turné probíhalo i vzpomínkové turné Aleše Brichty – Arakain Memorial, kde dostali prostor bývalí členové kapely. Na podzim roku 2013 kapela ohlásila první čistě klubové turné ve své historii pod názvem Thrash Club Tour, které by mělo zahrnovat 20 koncertů po klubech České a Slovenské republiky. Na přelomu roku 2013/2014 kapela připravila novou desku s názvem Adrenalinum, kterou vydala na konci února 2014 a společně s kapelou Dymytry, která taktéž vydala nové album, jela jarní i podzimní turné s názvem Arakain Dymytry Tour 2014. Pro velký úspěch si obě kapely společné turné zopakovaly hned za dva roky (Arakain Dymytry Tour 2016).
Kapela je sedmým nejúspěšnějším interpretem v historii ankety Žebřík, kterou každoročně pořádá hudební periodikum iReport (dříve v tištěné podobě jako Report). Arakain zde byli jedenkrát první, dvakrát druzí a třikrát třetí.
26. října 2021 kapela oznámila, že dlouholetý baskytarista Zdeněk Kub se rozhodl ukončit svoje působení v kapele. Dočasně ho nahradí baskytarista Marek Loučka z kapely Forrest Jump.
14. ledna 2022 kapela oznámila, že novým baskytaristou se oficiálně stává Marek Loučka. Kapela také oslavila 40 let od založení. Turné vyvrcholilo 28. ledna 2023 v O2 Universum, kde se objevil i Petr Kolář a Lucie Bílá. Aleš Brichta účast odmítl (údajně ze zdravotních důvodů). 
3. března 2024 kapela vydala první singl 'Sedm hříchů' z nového alba.
7. srpna 2025 zemřel bývalý člen této kapely Miloň Šterner, který působil v letech 1984-1985, napsala kapela na sociálních sítích.

## Sestava

### Časová osa
| Členové Arakainu na časové ose | Členové Arakainu na časové ose | Členové Arakainu na časové ose | Členové Arakainu na časové ose | Členové Arakainu na časové ose | Členové Arakainu na časové ose |
| Rok                            | Zpěv                           | Doprovodná kytara              | Sólová kytara                  | Basová kytara                  | Bicí                           |
| ------------------------------ | ------------------------------ | ------------------------------ | ------------------------------ | ------------------------------ | ------------------------------ |
| 1982                           | Aleš Brichta                   | Jiří Urban                     | Rudolf Rožďalovský             | Oldřich Maršík                 | Miroslav Nedvěd                |
| 1984                           | Aleš Brichta                   | Jiří Urban                     | Miloň Šterner                  | Václav Ježek                   | Miroslav Nedvěd                |
| 1985                           | Aleš Brichta                   | Jiří Urban                     | Marek Podskalský               | Václav Ježek                   | Miroslav Nedvěd                |
| 1986                           | Aleš Brichta                   | Jiří Urban                     | Miroslav Mach                  | Zdeněk Kub                     | Karel Jenčík                   |
| 1988                           | Aleš Brichta                   | Jiří Urban                     | Miroslav Mach                  | Zdeněk Kub                     | Robert Vondrovic               |
| 1989                           | Aleš Brichta                   | Jiří Urban                     | Daniel Krob                    | Zdeněk Kub                     | Robert Vondrovic               |
| 1990                           | Aleš Brichta                   | Jiří Urban                     | Miroslav Mach                  | Zdeněk Kub                     | Štěpán Smetáček                |
| 1991                           | Aleš Brichta                   | Jiří Urban                     | Miroslav Mach                  | Zdeněk Kub                     | Marek Žežulka                  |
| 2002                           | Petr Kolář                     | Jiří Urban                     | Miroslav Mach                  | Zdeněk Kub                     | Marek Žežulka                  |
| 2005                           | Jan Toužimský                  | Jiří Urban                     | Miroslav Mach                  | Zdeněk Kub                     | Lukáš Doksanský                |
| 2022                           | Jan Toužimský                  | Jiří Urban                     | Miroslav Mach                  | Marek Loučka                   | Lukáš Doksanský                |

| Současní členové | Bývalí členové |

## Diskografie
| Studiová alba | Studiová alba    | Studiová alba | Studiová alba             |
| Rok           | Název alba       | Vydavatel     | Zpěvák                    |
| ------------- | ---------------- | ------------- | ------------------------- |
| 1990          | Thrash The Trash | Supraphon     | Aleš Brichta              |
| 1991          | Schizofrenie     | Supraphon     | Aleš Brichta              |
| 1992          | Black Jack       | Monitor       | Aleš Brichta              |
| 1993          | Salto Mortale    | Popron music  | Aleš Brichta              |
| 1994          | Thrash!          | Popron music  | Aleš Brichta              |
| 1995          | Legendy          | Popron music  | Aleš Brichta              |
| 1996          | S.O.S.           | Popron music  | Aleš Brichta              |
| 1998          | Apage Satanas    | Popron music  | Aleš Brichta              |
| 1999          | Farao            | Popron music  | Aleš Brichta              |
| 2001          | Forrest Gump     | Popron music  | Aleš Brichta              |
| 2002          | Archeology       | Popron music  | Aleš Brichta              |
| 2003          | Metalmorfoza     | Popron music  | Petr Kolář                |
| 2005          | Warning!         | Sony BMG      | Petr Kolář, Jan Toužimský |
| 2006          | Labyrint         | Sony BMG      | Jan Toužimský             |
| 2009          | Restart          | 2P Production | Jan Toužimský             |
| 2011          | Homo Sapiens..?  | 2P Production | Jan Toužimský             |
| 2014          | Adrenalinum      | 2P Production | Jan Toužimský             |
| 2016          | Arakadabra       | 2P Production | Jan Toužimský             |
| 2019          | Jekyll & Hyde    | 2P Production | Jan Toužimský             |

| SP   | SP                     | SP           |
| Rok  | Název alba             | Zpěvák       |
| ---- | ---------------------- | ------------ |
| 1988 | Excalibur/Gladiátor    | Aleš Brichta |
| 1989 | Proč?/Amadeus          | Aleš Brichta |
| 1989 | Ku-Klux-Klan/Orion     | Aleš Brichta |
| 1991 | Schizofrenie/Iluzorium | Aleš Brichta |

| Kompilace | Kompilace            | Kompilace |
| Rok       | Název alba           |           |
| --------- | -------------------- | --------- |
| 1992      | Dej mi víc… Olympic  |           |
| 1997      | 15 Vol. 1            |           |
| 1997      | 15 Vol. 2            |           |
| 1998      | 15 Vol. 1&2          |           |
| 2003      | Balady               |           |
| 2004      | Největší hity/Balady |           |
| 2004      | Gold                 |           |

| 1992 | History Live                |
| 2000 | Gambrinus Live              |
| 2007 | XXV Eden                    |
| 2014 | Arakain/Dymytry Tour 2014   |
| 2016 | Arakain/Dymytry – Live 2016 |

| Ostatní | Ostatní                                           | Ostatní |
| Rok     | Název alba                                        |         |
| ------- | ------------------------------------------------- | ------- |
| 1998    | Thrash The Trash & Schizofrenie                   |         |
| 2011    | Black Jack + History Live                         |         |
| 2012    | History Live + 15 Vol. 1 + 15 Vol. 2 + Archeology |         |

| Videonahrávky | Videonahrávky                                          | Videonahrávky |
| Rok           | Název alba                                             |               |
| ------------- | ------------------------------------------------------ | ------------- |
| 1997          | 15                                                     |               |
| 2000          | Gambrinus Live                                         |               |
| 2003          | 20 let natvrdo                                         |               |
| 2007          | XXV Eden                                               |               |
| 2012          | Arakain & Lucie Bílá – XXX Music City / Open Air       |               |
| 2013          | Arakain, Lucie Bílá, Petr Kolář – XXX – Praha PVA Expo |               |
| 2014          | Arakain/Dymytry Tour 2014                              |               |
| 2016          | Arakain/Dymytry – Live 2016                            |               |

## Sampler
- 1987 Posloucháte větrník...3 – Supraphon – Cesta (Nesmíš to vzdát)
- 1989 Rockmapa 1 – Supraphon – Proč? (nahr. 1988)

## Galerie

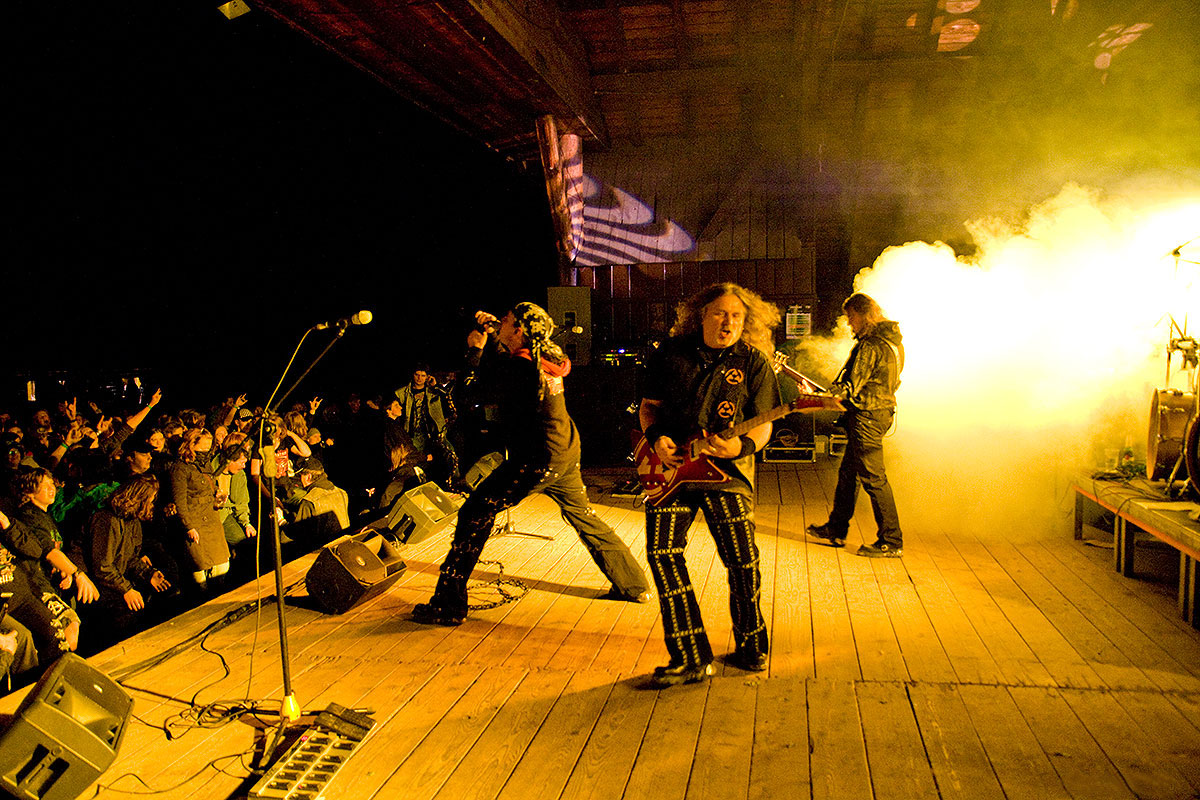
Arakain 2010
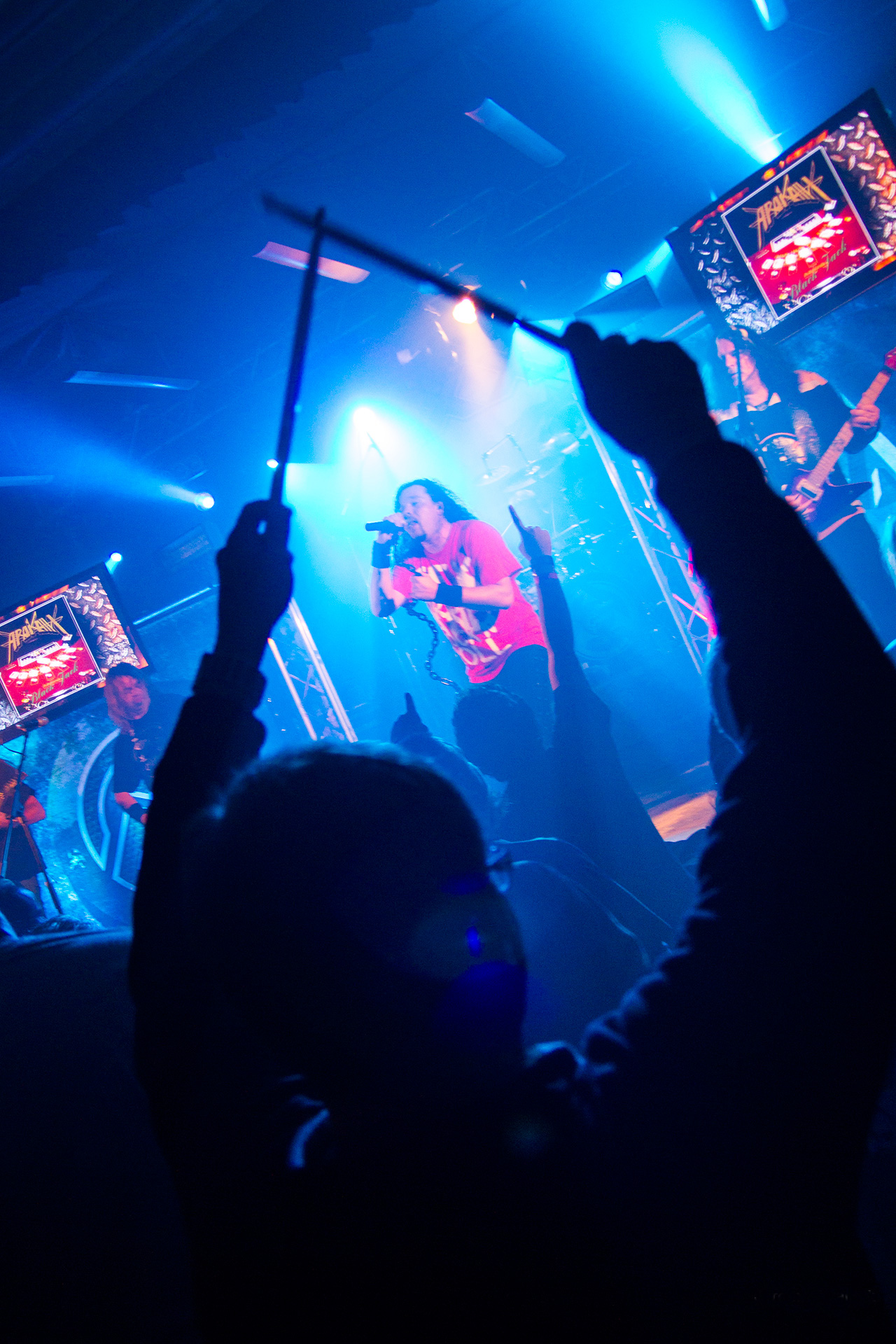
"Bubeník" miluje Arakain 2012